# Parascotolemon hirsutus
Parascotolemon hirsutus is een hooiwagen uit de familie Zalmoxioidae.